# Мужская сборная Грузии по водному поло
Мужская сборная Грузии по водному поло — национальная ватерпольная команда, представляющая Грузию на международной арене. Управляющей организацией является Федерация водных видов спорта Грузии (груз. საქართველოს საწყლოსნო სპორტის სახეობათა ფედერაცია, англ. Georgian Aquatic Sports Federation). До 1992 года ватерполисты Грузии выступали в составе сборной СССР.

## Результаты выступлений

### Чемпионаты мира
| Год        | Место                              | И                                  | В                                  | Н                                  | П                                  | ГЗ                                 | ГП                                 | +/-                                |
| ---------- | ---------------------------------- | ---------------------------------- | ---------------------------------- | ---------------------------------- | ---------------------------------- | ---------------------------------- | ---------------------------------- | ---------------------------------- |
| 1973—1991  | участвовали в составе сборной СССР | участвовали в составе сборной СССР | участвовали в составе сборной СССР | участвовали в составе сборной СССР | участвовали в составе сборной СССР | участвовали в составе сборной СССР | участвовали в составе сборной СССР | участвовали в составе сборной СССР |
| 1994—2019  | не участвовали                     | не участвовали                     | не участвовали                     | не участвовали                     | не участвовали                     | не участвовали                     | не участвовали                     | не участвовали                     |
| 2022       | 10                                 | 6                                  | 2                                  | 0                                  | 4                                  | 79                                 | 74                                 | +5                                 |
| 2023—н. в. | не участвовали                     | не участвовали                     | не участвовали                     | не участвовали                     | не участвовали                     | не участвовали                     | не участвовали                     | не участвовали                     |

### Мировая лига
| Год        | Место                | И                    | В                    | Н                    | П                    | ГЗ                   | ГП                   | +/-                  |
| ---------- | -------------------- | -------------------- | -------------------- | -------------------- | -------------------- | -------------------- | -------------------- | -------------------- |
| 2002—2015  | не участвовали       | не участвовали       | не участвовали       | не участвовали       | не участвовали       | не участвовали       | не участвовали       | не участвовали       |
| 2016—2017  | не квалифицировались | не квалифицировались | не квалифицировались | не квалифицировались | не квалифицировались | не квалифицировались | не квалифицировались | не квалифицировались |
| 2018—2019  | не участвовали       | не участвовали       | не участвовали       | не участвовали       | не участвовали       | не участвовали       | не участвовали       | не участвовали       |
| 2020       | 8                    | 8                    | 1                    | 0                    | 7                    | 68                   | 123                  | -55                  |
| 2022—н. в. | не участвовали       | не участвовали       | не участвовали       | не участвовали       | не участвовали       | не участвовали       | не участвовали       | не участвовали       |

### Чемпионаты Европы
| Год       | Место                              | И                                  | В                                  | Н                                  | П                                  | ГЗ                                 | ГП                                 | +/-                                |
| --------- | ---------------------------------- | ---------------------------------- | ---------------------------------- | ---------------------------------- | ---------------------------------- | ---------------------------------- | ---------------------------------- | ---------------------------------- |
| 1926—1991 | участвовали в составе сборной СССР | участвовали в составе сборной СССР | участвовали в составе сборной СССР | участвовали в составе сборной СССР | участвовали в составе сборной СССР | участвовали в составе сборной СССР | участвовали в составе сборной СССР | участвовали в составе сборной СССР |
| 1993—2012 | не участвовали                     | не участвовали                     | не участвовали                     | не участвовали                     | не участвовали                     | не участвовали                     | не участвовали                     | не участвовали                     |
| 2014      | 12                                 | 7                                  | 0                                  | 0                                  | 7                                  | 45                                 | 93                                 | -48                                |
| 2016      | 14                                 | 7                                  | 1                                  | 0                                  | 6                                  | 55                                 | 95                                 | -40                                |
| 2018      | 13                                 | 5                                  | 2                                  | 0                                  | 3                                  | 40                                 | 52                                 | -12                                |
| 2020      | 10                                 | 6                                  | 2                                  | 0                                  | 4                                  | 58                                 | 71                                 | -13                                |
| 2022      | 8                                  | 7                                  | 2                                  | 0                                  | 5                                  | 68                                 | 87                                 | -19                                |
| 2024      | 10                                 | 6                                  | 1                                  | 0                                  | 5                                  | 57                                 | 95                                 | -38                                |